# Хакимов, Бахтиер Маруфович
Бахтие́р Мару́фович Хаки́мов (род. 19 июля 1950) — российский дипломат, специальный представитель президента Российской Федерации по делам ШОС с 2014 года.

## Биография
Окончил МГИМО (1974) и Дипломатическую академию МИД СССР (1989). На дипломатической работе с 1974 года. Владеет персидским, пушту и английским языками.
- В 1974—1976 годах — стажёр Консульства СССР в Реште (Иран).
- В 1976—1979 годах — секретарь консульского отдела, атташе Посольства СССР в Афганистане.
- В 1982—1987 годах — второй секретарь, первый секретарь Посольства СССР в Афганистане.
- В 1994 году — первый заместитель директора Третьего департамента Азии МИД РФ.
- С 5 июля 1994 по 11 ноября 1998 года — чрезвычайный и полномочный посол Российской Федерации в Намибии[1][2].
- С января по апрель 1999 года — и. о. директора Первого департамента стран СНГ МИД РФ.
- С апреля 1999 по июль 2002 года — директор Первого департамента стран СНГ МИД РФ.
- С 14 сентября 2000 по 19 августа 2002 года — член коллегии МИД РФ[3][4].
- С 19 июня 2002 по 11 апреля 2006 года — чрезвычайный и полномочный посол Российской Федерации в Португалии[5][6].
- В 2006 году — посол по особым поручениям МИД РФ.
- С 20 июля 2006 по 31 декабря 2007 года — директор Департамента стран АСЕАН и общеазиатских проблем МИД РФ.
- С 1 января 2008 по 31 августа 2015 года — директор Департамента общеазиатских проблем/азиатско-тихоокеанского сотрудничества МИД РФ.
- С 17 сентября 2014 года — посол по особым поручениям МИД РФ, специальный представитель президента Российской Федерации по делам Шанхайской организации сотрудничества, национальный координатор Российской Федерации в этой организации[7].

## Семья
Женат, имеет дочь и сына.

## Дипломатический ранг
Чрезвычайный и полномочный посол (27 июля 1998).

## Награды
- Орден Александра Невского (5 ноября 2020) — за большой вклад в реализацию внешнеполитического курса Российской Федерации и многолетнюю добросовестную дипломатическую службу[9].
- Орден Почёта (25 июля 2013) — за большой вклад в реализацию внешнеполитического курса Российской Федерации и многолетнюю плодотворную работу[10].
- Орден Дружбы (29 сентября 2002) — За многолетнюю плодотворную работу и активное участие в проведении внешнеполитического курса Российской Федерации[11].
- Медаль ордена «За заслуги перед Отечеством» I степени (21 ноября 2015) — за большой вклад в реализацию внешнеполитического курса Российской Федерации и многолетнюю добросовестную работу[12].
- Почётная грамота Президента Российской Федерации (25 января 2010) — За большой вклад в обеспечение председательства Российской Федерации в Шанхайской организации сотрудничества в 2008-2009 годах, подготовку заседания Совета глав государств - членов Шанхайской организации сотрудничества и первого саммита БРИК (Бразилия, Россия, Индия, Китай) в Екатеринбурге в 2009 году[13].